# ملتزو
ملتزو (به ایتالیایی: Melzo) یک کومونه در ایتالیا است که در استان میلان واقع شده‌است.

## خصوصیات
ملتزو ۹٫۷ کیلومترمربع مساحت و ۱۸٬۴۰۰ نفر جمعیت دارد و ۱۱۸ متر بالاتر از سطح دریا واقع شده‌است.